# Eusparassus rufobrunneus
Eusparassus rufobrunneus là một loài nhện trong họ Sparassidae.
Loài này thuộc chi Eusparassus. Eusparassus rufobrunneus được Lodovico di Caporiacco miêu tả năm 1941.